# In Fact
Singles de KAT-TUN
Face to Face
(2013) Dead or Alive
(2015)
In Fact est le 22e single du groupe KAT-TUN sorti sous le label J-One Records le 4 juin 2014 au Japon. Il arrive 1er à l'Oricon. Il se vend à 145 872 exemplaires la première semaine et reste classé 10 semaines pour un total de 157 440 exemplaires vendus. Il sort en format CD et CD+DVD.

## Liste des titres
| 1. | In Fact                          | Miyakei, Kahlua | pinkcastar, TKMZ, Dreadstore Cowboy |  |
| 2. | Believe In Myself                | Laika Leon      | Eiji Kawai                          |  |
| 3. | Birds                            | Koudai Iwatsubo | Koudai Iwatsubo, Kinboom            |  |
| 4. | In Fact (Instrumental)           |                 | pinkcastar, TKMZ, Dreadstore Cowboy |  |
| 5. | Believe In Myself (Instrumental) |                 | Eiji Kawai                          |  |
| 6. | Birds (Instrumental)             |                 | Koudai Iwatsubo, Kinboom            |  |

| 1. | In Fact                  | Miyakei, Kahlua | pinkcastar, TKMZ, Dreadstore Cowboy                       |  |
| 2. | My Secret                | Forest Young    | Steven Lee, Sebastian Thott, Didrik Thott, Billy Marx Jr. |  |
| 3. | Black                    | 25→graffiti     | Daichi, Kay                                               |  |
| 4. | Dangerous                | Rucca           | Carl Bjorsell, Didrik Thott, Takarot                      |  |
| 5. | My Secret (Instrumental) |                 | Steven Lee, Sebastian Thott, Didrik Thott, Billy Marx Jr. |  |
| 6. | Black (Instrumental)     |                 | Daichi, Kay                                               |  |
| 7. | Dangerous (Instrumental) |                 | Carl Bjorsell, Didrik Thott, Takarot                      |  |

| 1. | In Fact           | Miyakei, Kahlua | pinkcastar, TKMZ, Dreadstore Cowboy |  |
| 2. | Believe In Myself | Laika Leon      | Eiji Kawai                          |  |

| 1. | In Fact (PV+Making of) |  |